# Francesco Serra-Cassano
Francesco Serra di Cassano (Napoli, 21 febbraio 1783 – Capua, 17 agosto 1850) è stato un cardinale, arcivescovo cattolico e diplomatico italiano.

## Biografia
Appartenente alla nota famiglia dell'aristocrazia napoletana che alla fine del XVIII secolo simpatizzò per la Rivoluzione francese, figlio di Luigi Serra di Cassano, IV duca di Cassano, e di sua moglie Giulia Carafa Cantelmo Stuart, entrò da giovane nell'ordine di San Benedetto. Nel 1799, con la caduta della Repubblica Napoletana, in occasione della quale il fratello Gennaro fu decapitato, si recò a Roma, dove terminò gli studi e fu ordinato sacerdote (1º marzo 1806). Si dedicò a Napoli all'istruzione dei fanciulli, in una cappella da lui fondata in via Egiziaca a Pizzofalcone, nei pressi del palazzo familiare, e all'assistenza delle fanciulle povere.
Dopo la Restaurazione, nel 1817 fu nominato delegato di Camerino; nella sede marchigiana si mise in evidenza per il coraggio dimostrato durante una epidemia di colera nel 1817. Il 16 marzo 1818 fu nominato vescovo titolare di Nicea in partibus e nunzio apostolico in Baviera; a Monaco di Baviera riuscì a concludere la ratifica del concordato firmato il 5 giugno 1817 dalla Santa Sede con Re Massimiliano I Giuseppe e pubblicato insieme alla costituzione del Regno di Baviera del 25 maggio 1818.
Il 3 luglio 1826 Leone XII lo nominò coadiutore dell'arcivescovo di Capua Baldassarre Mormile, a cui successe, dopo la morte di quest'ultimo, il 26 luglio 1826. Papa Gregorio XVI lo creò cardinale prete del titolo dei Santi Apostoli nel concistoro del 15 aprile 1833.
Come arcivescovo di Capua si prodigò a ripristinare, col proprio patrimonio personale, la sede vescovile di Caiazzo, che era stata soppressa in applicazione del concordato tra il Regno delle Due Sicilie e la Santa Sede, con la bolla De Utiliori del 5 luglio 1818, e aggregata a quella di Capua. Papa Pio IX ristabilì la diocesi di Caiazzo il 16 gennaio 1850 con la bolla Si semper optandum, dichiarandola suffraganea della metropolitana di Capua.
Morì a Capua il 17 agosto 1850 all'età di 67 anni.

## Genealogia episcopale e successione apostolica
La genealogia episcopale è:
- Cardinale Scipione Rebiba
- Cardinale Giulio Antonio Santori
- Cardinale Girolamo Bernerio, O.P.
- Arcivescovo Galeazzo Sanvitale
- Cardinale Ludovico Ludovisi
- Cardinale Luigi Caetani
- Cardinale Ulderico Carpegna
- Cardinale Paluzzo Paluzzi Altieri degli Albertoni
- Papa Benedetto XIII
- Papa Benedetto XIV
- Papa Clemente XIII
- Cardinale Giovanni Carlo Boschi
- Cardinale Bartolomeo Pacca
- Cardinale Francesco Serra-Cassano

La successione apostolica è:
- Arcivescovo Lothar Anselm von Gebsattel (1821)
- Arcivescovo Joseph Maria Johann Nepomuk von Fraunberg (1821)
- Vescovo Adam Friedrich von Groß zu Trockau (1821)
- Vescovo Matthäus Georg von Chandelle (1821)
- Vescovo Franz Ignaz von Streber (1821)
- Vescovo Jacques de la Brue de Saint-Bauzile (1821)
- Vescovo Giuseppe Menditto (1828)
- Vescovo Francesco Iovinelli, C.M. (1833)
- Vescovo Giovanni Domenico di Guido (1833)
- Vescovo Gabriele Ventriglia (1849)
- Arcivescovo Giuseppe Rotondo (1850)

## Genealogia
|                                                            |                                              |                                                      | Genitori                                                |  |  | Nonni |  |  | Bisnonni              |  |  | Trisnonni      |  |
|                                                            |                                              |                                                      |                                                         |  |  |       |  |  | Francesco Maria Serra |  |  | Girolamo Serra |  |
|                                                            |                                              |                                                      |                                                         |  |  |       |  |  | Francesco Maria Serra |  |  | Girolamo Serra |  |
|                                                            |                                              | Bianca Cattaneo della Volta                          |                                                         |  |  |       |  |  | Francesco Maria Serra |  |  |                |  |
| Giuseppe Serra                                             |                                              |                                                      |                                                         |  |  |       |  |  | Francesco Maria Serra |  |  |                |  |
|                                                            |                                              | Laura Negrone, II contessa di Monterubiaglio         | Giovanni Battista Negrone, I conte di Monterubiaglio    |  |  |       |  |  |                       |  |  |                |  |
|                                                            |                                              | Laura Negrone, II contessa di Monterubiaglio         | Giovanni Battista Negrone, I conte di Monterubiaglio    |  |  |       |  |  |                       |  |  |                |  |
|                                                            |                                              | Laura Negrone, II contessa di Monterubiaglio         | Teresa Fieschi                                          |  |  |       |  |  |                       |  |  |                |  |
| Luigi Serra di Cassano, IV duca di Cassano                 |                                              | Laura Negrone, II contessa di Monterubiaglio         |                                                         |  |  |       |  |  |                       |  |  |                |  |
|                                                            |                                              | Giuseppe Serra di Cassano, II duca di Cassano        | Francesco Serra                                         |  |  |       |  |  |                       |  |  |                |  |
|                                                            |                                              | Giuseppe Serra di Cassano, II duca di Cassano        | Francesco Serra                                         |  |  |       |  |  |                       |  |  |                |  |
|                                                            |                                              | Giuseppe Serra di Cassano, II duca di Cassano        | Laura Maria Anna Doria                                  |  |  |       |  |  |                       |  |  |                |  |
| Laura Serra di Cassano, III duchessa di Cassano            |                                              | Giuseppe Serra di Cassano, II duca di Cassano        |                                                         |  |  |       |  |  |                       |  |  |                |  |
|                                                            |                                              | Maria Rosa Caracciolo Pisquizi                       | Francesco Maria Caracciolo Pisquizi, IX duca di Martina |  |  |       |  |  |                       |  |  |                |  |
|                                                            |                                              | Maria Rosa Caracciolo Pisquizi                       | Francesco Maria Caracciolo Pisquizi, IX duca di Martina |  |  |       |  |  |                       |  |  |                |  |
|                                                            |                                              | Maria Rosa Caracciolo Pisquizi                       | Eleonora Caetani dell'Aquila                            |  |  |       |  |  |                       |  |  |                |  |
| Francesco Serra di Cassano                                 |                                              | Maria Rosa Caracciolo Pisquizi                       |                                                         |  |  |       |  |  |                       |  |  |                |  |
|                                                            | Vincenzo III Carafa, VI principe di Roccella | Giuseppe Carafa, II duca di Bruzzano                 |                                                         |  |  |       |  |  |                       |  |  |                |  |
|                                                            | Vincenzo III Carafa, VI principe di Roccella | Giuseppe Carafa, II duca di Bruzzano                 |                                                         |  |  |       |  |  |                       |  |  |                |  |
|                                                            | Vincenzo III Carafa, VI principe di Roccella | Antonia di Sangro                                    |                                                         |  |  |       |  |  |                       |  |  |                |  |
| Gennaro I Carafa Cantelmo Stuart, VII principe di Roccella | Vincenzo III Carafa, VI principe di Roccella |                                                      |                                                         |  |  |       |  |  |                       |  |  |                |  |
|                                                            |                                              | Ippolita Cantelmo Stuart                             | Giuseppe Cantelmo Stuart, I principe di Pettorano       |  |  |       |  |  |                       |  |  |                |  |
|                                                            |                                              | Ippolita Cantelmo Stuart                             | Giuseppe Cantelmo Stuart, I principe di Pettorano       |  |  |       |  |  |                       |  |  |                |  |
|                                                            |                                              | Ippolita Cantelmo Stuart                             | Diana Caetani dell'Aquila d'Aragona                     |  |  |       |  |  |                       |  |  |                |  |
| Giulia Carafa Cantelmo Stuart                              |                                              | Ippolita Cantelmo Stuart                             |                                                         |  |  |       |  |  |                       |  |  |                |  |
|                                                            |                                              | Gerardo Carafa, VI duca di Forli                     | Ettore Carafa, V duca di Forli                          |  |  |       |  |  |                       |  |  |                |  |
|                                                            |                                              | Gerardo Carafa, VI duca di Forli                     | Ettore Carafa, V duca di Forli                          |  |  |       |  |  |                       |  |  |                |  |
|                                                            |                                              | Gerardo Carafa, VI duca di Forli                     | Teresa Firrao                                           |  |  |       |  |  |                       |  |  |                |  |
| Teresa Carafa, VII duchessa di Forli                       |                                              | Gerardo Carafa, VI duca di Forli                     |                                                         |  |  |       |  |  |                       |  |  |                |  |
|                                                            |                                              | Ippolita Carafa della Stadera, II duchessa di Chiusa | Domenico Carafa della Stadera, I duca di Chiusa         |  |  |       |  |  |                       |  |  |                |  |
|                                                            |                                              | Ippolita Carafa della Stadera, II duchessa di Chiusa | Domenico Carafa della Stadera, I duca di Chiusa         |  |  |       |  |  |                       |  |  |                |  |
|                                                            |                                              | Ippolita Carafa della Stadera, II duchessa di Chiusa | Giulia Maria Caracciolo Pisquizi                        |  |  |       |  |  |                       |  |  |                |  |
|                                                            |                                              | Ippolita Carafa della Stadera, II duchessa di Chiusa |                                                         |  |  |       |  |  |                       |  |  |                |  |